# توتائول
توتائول (به لاتین: Tutaul) یک منطقهٔ مسکونی در روسیه است که در استان آمور واقع شده‌است.